# Drie soldaten

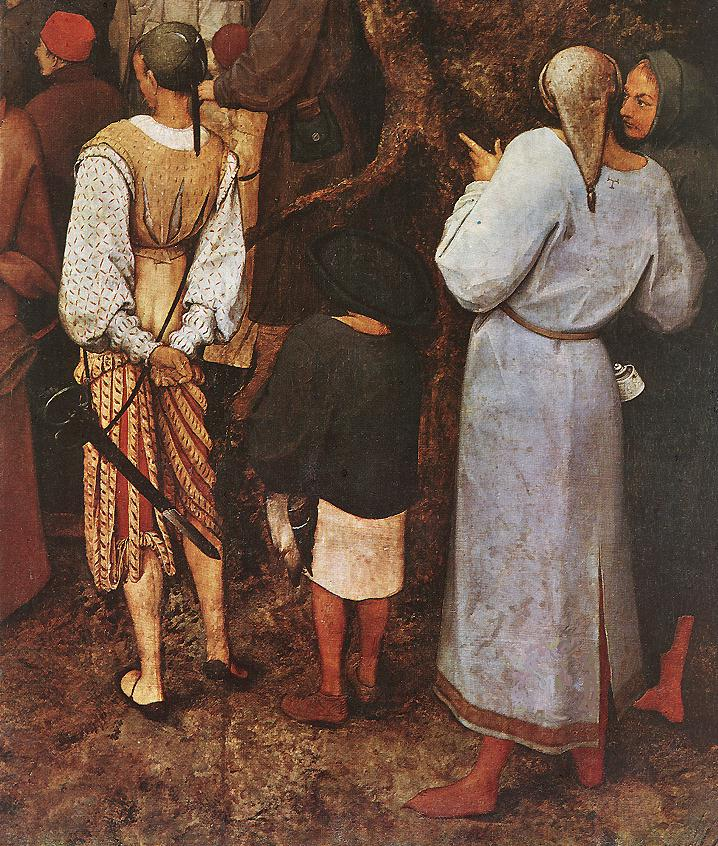
Detail uit De prediking van Johannes de Doper: de linkse figuur is een landsknecht die op de tamboer lijkt. Elders in het schilderij doet een besnorde man met rozerode pofbroek aan de fluitist denken.

Drie soldaten is een grisailleschilderij gemaakt door Pieter Bruegel de Oude in 1568. Het is een klein werk op paneel, linksonder gesigneerd BRVEGEL M.D [L] XVIII.

## Voorstelling
Het schilderij toont drie landsknechten, huurlingen herkenbaar aan hun flamboyante uitdossing. Meer bepaald zien we het trio dat voorop marcheerde: de tamboer, de vendelier en de pijper. Alle drie zijn ze uitgerust met typische korte zwaarden genaamd Katzbalger. De linkse soldaat, die we op de rug zien, heeft het bovenlichaam gedraaid om op de trom te slaan. Hij heeft een touwnetje over zijn haar getrokken en draagt daarboven een gevederde hoed. De figuur in het midden, nauwelijks zichtbaar, richt de blik opwaarts naar het vaandel waarmee hij zwaait. Zijn zwaard – horizontaal gedragen – staat door de armbeweging met de punt naar boven. De rechtse soldaat speelt op zijn pijperfluit in een elegant contraposto. Hij draagt een met bont afgezette muts en, net als de vendelier, een lange, brede pofbroek en prominente kulzak.
Stenen op de voorgrond suggereren dat het trio zich in open lucht bevindt, maar verder is de situatie volstrekt ongedefinieerd. De sfeer lijkt niet dreigend. Atypisch voor Bruegel is dit een werk zonder meerduidige betekenislagen.

## Invloeden en stijl
Het tafereel sluit aan bij de documentaire afbeeldingen van militairen die doorheen de 16e eeuw een populair thema voor prenten waren. Bruegel kende dit werk ongetwijfeld en vond mogelijk inspiratie bij grafische kunstenaars als Barthel Beham en Jacob Binck. Compositorisch en qua afwerking steekt zijn schilderij er bovenuit. De houdingen creëren dynamiek en beweging, nog versterkt door het afsnijden van de trom en het vaandel. De virtuoze penseelvoering is los maar waar nodig gedetailleerd. De dun opgebrachte verf laat de grondlaag doorschemeren en geeft zo luminositeit aan de figuren opzij, maar om de middelste soldaat donker te laten is de grondlaag er met zwart bedekt. Door verkleuring is het werk warmer van toon dan oorspronkelijk.
Bruegel was een volleerd grisailleschilder die al in 1551 de buitenluiken had geleverd voor een altaarstuk van de handschoenmakers voor de Mechelse Sint-Romboutskerk. Bovendien had hij met De ontslaping van Maria en Christus en de overspelige vrouw de techniek gebruikt voor zelfstandige kunstwerken. Drie soldaten is nog kleiner dan deze eerdere panelen en sluit aan bij het jaar van productie. Alle bewaarde werk uit 1568 – het laatste jaar waaruit nog schilderijen van Bruegel bekend zijn – is gemaakt op een kleiner, intiemer formaat.

## Nachleben en herkomst
Ongewoon voor een Bruegel zijn van de Drie soldaten geen kopies of prenten bekend. Evenmin weten we wie de opdrachtgever was. Pas in 1640 duikt een eerste archivalisch spoor op in de vorm van een vermelding op een inventaris van de katholieke koning Karel I van Engeland: A Peece of three Swittz little entire ﬁgures, being an Auntient, A drummer, and a fluter done by old Peter Brewgill given by Mr Endimion Porter, in blacke and white. De gulle schenker was een Engelse diplomaat van wie geweten is dat hij in 1634 een reis naar de Nederlanden ondernam. Onder het Engelse Gemenebest werd het schilderij in 1652/53 verkocht aan een zekere T. Greene, maar bij de Restauratie werd het gerestitueerd aan de koninklijke collectie. Daar bleef het tot een verkoop het vanaf 1714 in private handen bracht. Sinds 1965 maakt het werk deel uit van de Frick Collection.